# EA Play
EA Play (trước đây là EA Access và Origin Access) là một dịch vụ trò chơi điện tử mô hình thuê bao của Electronic Arts dành cho các nền tảng Xbox One, Xbox Series X/S, PlayStation 4, PlayStation 5 và Microsoft Windows, cung cấp quyền truy cập vào các trò chơi được chọn do Electronic Arts xuất bản cùng với các tiện ích bổ sung.
Khi mới ra mắt, EA Play đã được chào bán cho cả Microsoft cho Xbox One và Sony cho PlayStation 4, mặc dù Sony ban đầu từ chối tham gia vì họ không tin rằng nó cung cấp giá trị cho khách hàng của họ. EA Play lần đầu tiên ra mắt Xbox One vào ngày 11 tháng 8 năm 2014, sau đó đến PlayStation 4 vào ngày 24 tháng 7 năm 2019 và sau đó là Steam vào ngày 31 tháng 8 năm 2020. EA Play cũng được đi cùng với gói với Xbox Game Pass Ultimate và PC mà không phải trả thêm phí.

## Tổng quan
Gói hội viên EA Play có thể được mua theo mức một tháng hoặc mười hai tháng. Thành viên có quyền truy cập không giới hạn vào các phiên bản đầy đủ của loạt trò chơi được chọn do EA phát hành, được gọi là "Vault", miễn là tư cách thành viên của họ còn hoạt động. Nếu tư cách thành viên bị đình chỉ, trò chơi sẽ không thể chơi được nữa, nhưng tất cả tiến trình và lượt lưu trò chơi vẫn sẽ được giữ lại. Thành viên cũng có thể mua các trò chơi có sẵn từ EA Play cùng với các trò chơi EA khác và các gói nội dung tải xuống với mức giá chiết khấu. EA Play không yêu cầu người dùng phải có tư cách thành viên Xbox Live trả phí, mặc dù bắt buộc gói tư cách thành viên cấp Vàng để sử dụng bất kỳ tính năng nhiều người chơi nào có trong gói Access.
Các trò chơi được thêm vào Danh sách Play (trước đây được gọi là The Vault) theo quyết định của EA, chẳng hạn như cung cấp một tựa game trên EA Access trong một số ngày nhất định sau khi ra mắt bán lẻ.  Mặc dù Điều khoản dịch vụ cho phép EA xóa các tựa game có thông báo trước 30 ngày, EA ban đầu cam kết rằng các trò chơi sẽ không bị xóa ngay sau khi kết thúc 30 ngày. Tuy nhiên, EA đã thông báo vào ngày 20 tháng 7 năm 2017 rằng FIFA 14 sẽ bị xóa vào ngày 18 tháng 10 năm 2017, do quyết định chấm dứt hỗ trợ tính năng trực tuyến cho tựa game. Trò chơi sẽ vẫn có thể chơi được ở chế độ ngoại tuyến đối với những người dùng đã cài đặt trò chơi trước ngày xóa, nhưng nếu trò chơi bị xóa khỏi phiên bản máy chơi game cầm tay sau ngày đó thì không thể cài đặt lại trò chơi. EA đã mô tả việc loại bỏ FIFA 14 là một "trường hợp độc nhất vô nhị đối với tựa game", điều này không nói lên kế hoạch tương lai của họ đối với EA Play. Vào ngày 26 tháng 4 năm 2018, ban đầu có thông báo rằng Rory McIlroy PGA Tour cũng sẽ bị xóa vào ngày 22 tháng 5 năm 2018, do trò chơi bị xóa khỏi Xbox Store vào ngày đó, mặc dù kể từ tháng 5 năm 2021, trò chơi vẫn có sẵn. và có thể chơi được trên dịch vụ. Vào năm 2020–2021, nhiều trò chơi của bên thứ ba đã bị xóa và vào tháng 4 năm 2021, EA bắt đầu xóa các trò chơi của EA Sports cũ hơn khỏi dịch vụ.
Người đăng ký có thể chơi các tựa game đã chọn trong thời gian giới hạn là tám giờ, điều này không áp dụng cho hạng đăng ký "Chuyên nghiệp". EA đã mô tả các phiên bản phát hành sớm này không phải là các bản demo truyền thống, mà thay vào đó là các phiên bản đầy đủ tính năng nhưng có giới hạn thời gian, với phạm vi nội dung chính xác khác nhau giữa các trò chơi.  Bất kỳ tiến bộ nào kiếm được trong các phiên bản giới hạn này sẽ được chuyển sang phiên bản bán lẻ đầy đủ.
Các trò chơi được xuất bản trên EA Partners và hay hoặc có nhãn EA Originals ban đầu sẽ không đủ điều kiện nhận các lợi ích của EA Play. Tuy nhiên, Titanfall đã được thêm vào Vault vào tháng 6 năm 2015, như một phần của chương trình khuyến mãi E3 2015 và cũng cho phép dùng thử miễn phí cho tất cả chủ sở hữu của Xbox One. Titanfall 2 cũng đã được thêm vào tháng 7 năm 2017. Tuy nhiên, các tựa game của EA Originals, chẳng hạn như A Way Out, Rocket Arena và Sea of Solitude, đã được thêm vào dịch vụ. Ngoài ra, đã có thông báo rằng tựa đề Knockout City sắp tới của EA Originals sẽ có sẵn trên dịch vụ (bất kể cấp đăng ký) vào ngày phát hành 21 tháng 5 năm 2021.
Người đăng ký EA Play có thể nhận miễn phí nội dung có thể tải xuống cho các trò chơi trong Vault trong các khoảng thời gian giới hạn khác nhau, chẳng hạn như DLC Naval Strike và Second Assault cho Battlefield 4. Những người đăng ký tải xuống các DLC miễn phí được cung cấp trong thời gian miễn phí có thể giữ chúng bất kể trạng thái đăng ký. Vào ngày 3 tháng 5 năm 2016, quyền truy cập Premium cho Battlefield 4 và Battlefield Hardline đã được cung cấp miễn phí trong một khoảng thời gian giới hạn, cho phép người đăng ký tải xuống miễn phí tất cả các bản mở rộng đã phát hành cho cả hai trò chơi. Mặc dù nội dung Battlefield 4 Premium chỉ có thể được truy cập khi gói đăng ký đang hoạt động, nhưng người đăng ký vẫn được phép duy trì các tính năng của Hardline Premium bất kể trạng thái đăng ký. Gói Season Pass cho Star Wars Battlefront đã được cung cấp miễn phí cho người đăng ký vào ngày 7 tháng 7 năm 2017.

## Lịch sử
Vào ngày 29 tháng 2 năm 2016, EA Play mở rộng bao gồm các tựa game Xbox 360 thông qua tính năng tương thích ngược của Xbox One, bắt đầu với trò chơi Plants vs. Zombies. Dead Space đã được thêm vào (mà không có bất kỳ thông báo chính thức nào) vào ngày 31 tháng 3. Vào ngày 17 tháng 1 năm 2018, Black, được phát hành cho Xbox vào năm 2006 cũng đã được thêm vào Vault.
EA đã thông báo rằng cùng với việc đưa một số tựa game của mình trở lại Steam vào tháng 10 năm 2019, họ cũng sẽ phát hành một phiên bản EA Play cho người dùng Steam với thư viện tương đương với các phiên bản Xbox và PlayStation. Những trò chơi trên cũng đã được thêm vào Steam vào tháng 6 năm 2020.
Trước khi tung EA Play lên Steam vào ngày 31 tháng 8 năm 2020, EA đã công bố việc xây dựng lại thương hiệu EA Play và Origin Access thành EA Play bắt đầu từ ngày 18 tháng 8 năm 2020 trên cả máy tính và máy chơi game cầm tay. Hai gói đăng ký EA Play và Origin Access Basic trước đây sẽ được hợp nhất lại thành EA Play, trong khi Origin Access Premier sẽ trở thành EA Play Pro. Không có thay đổi nào khác đối với dịch vụ hoặc giá cả đã được lên kế hoạch khác. EA Play trên Steam và EA Play trên Origin là các gói đăng ký riêng biệt, với gói đăng ký sau có thư viện trò chơi lớn hơn đáng kể mặc dù có cùng mức giá.
EA hợp tác với Microsoft để người đăng ký gói thuê bao Xbox Game Pass có quyền truy cập vào dịch vụ EA Play cơ bản mà không phải trả thêm phí. Nó được thêm vào trong Xbox Game Pass Ultimate và Game Pass cho PC. Người dùng Xbox có quyền truy cập vào tính năng này vào ngày 10 tháng 11 năm 2020, trùng với sự ra mắt của Xbox Series X/S, trong khi việc ra mắt Windows bị hoãn lại từ ngày ban đầu là 15 tháng 12 năm 2020 đến 18 tháng 3 năm 2021.
EA đã công bố kế hoạch ngừng sử dụng phần mềm Origin dành cho máy tính cá nhân để chuyển sang phần mềm EA Desktop mới để hỗ trợ EA Play và EA Play Pro. Bản beta dành cho EA Desktop ra mắt vào tháng 9 năm 2020. Ứng dụng EA Desktop bắt buộc phải sử dụng EA Play với Xbox Game Pass.

## Phát hành và đón nhận
EA Play ra mắt ở dạng beta độc quyền trên Xbox One vào ngày 29 tháng 7 năm 2014, và chính thức ra mắt vào ngày 11 tháng 8 năm 2014. Electronic Arts đã tiếp cận cả Sony và Microsoft với dịch vụ này, nhưng Sony từ chối cung cấp dịch vụ này trên hệ điều hành máy chơi game PlayStation 4 của họ. Một phiên bản tương tự có tên Origin Access đã ra mắt vào ngày 12 tháng 1 năm 2016 trên PC. 
Cổ phiếu của nhà bán lẻ trò chơi điện tử GameStop chuyên bán cả trò chơi mới và đã qua sử dụng, đã giảm hơn 5% sau thông báo của Electronic Arts. Một đợt giảm giá tương tự cũng xảy ra sau khi PlayStation Now lần đầu tiên được công bố và giá cổ phiếu sau đó đã phục hồi. GameStop sẽ là một trong những nhà bán lẻ bán gói tư cách thành viên EA Play.